# Sweeting Cay
Sweeting Cay este un oraș din Bahamas. Are 483 de locuitori.